# Eduardo Jiguchi
Eduardo Jiguchi Machicado (né le 24 août 1970 à Mineros, quartier de Santa Cruz de la Sierra en Bolivie) est un joueur de football international bolivien, qui évolue au poste de défenseur.

## Biographie

### Carrière en sélection
Avec l'équipe de Bolivie, il dispute 18 matchs (pour aucun but inscrit) entre 1991 et 2002. Il figure notamment dans le groupe des sélectionnés lors des Copa América de 1991, de 1997 et de 2001.

## Palmarès
- Finaliste de la Copa América 1997 avec l'équipe de Bolivie